# كرايغ هاريسون
كرايغ هاريسون (بالإنجليزية: Craig Harrison)‏ (10 نوفمبر 1977 غيتسهيد المملكة المتحدة - ) هو لاعب كرة قدم بريطاني يلعب كمدافع.

## روابط خارجية
- كرايغ هاريسون على موقع قاعدة بيانات كرة القدم.إي يو (الإنجليزية)
- كرايغ هاريسون على موقع Soccerbase.com (لاعب) (الإنجليزية)
- كرايغ هاريسون على موقع عالم كرة القدم.نت (الإنجليزية)